# Интерсити Експрес
Интерсити експрес (ICE, на английски: Intercity Express – междуградски експрес) е система от свръхскоростни влакове на немските железници (Дойче Бан). В употреба са 259 влакови композиции в пет различни версии на ICE на име
- ICE 1 (пуснати през 1991 г.),
- ICE 2 (1996),
- Ice T (1999),
- ICE 3 (1999) и
- ICE TD (2001 – 2003 г., обратно в експлоатация 2007 г.).

ICE 3, включително и неговите варианти, е произведен след консорциум, ръководен от Bombardier и Siemens.
Освен в Германия, влаковете може да се видят и в съседни страни. Има например линия на ICE до Базел и Цюрих. ICE 3 влакове се движат до Лиеж и Брюксел, и с по-ниска скорост до Амстердам в Холандия. На 10 юни 2007 г. е открита нова линия между Париж и Франкфурт, съвместна с експресите ICE и TGV.

## История
През 1985 г. Дойче бан започва серия от проучвания с помощта на тест-влака InterCityExperimental (наричан още „ICE-V“). ICExperimental е бил използван за проучвания и високи скорости, с него е направен нов световен рекорд от 406.9 км/ч на 1 май 1988 г. Влакът е пенсиониран през 1996 г. и се заменя с нова проучвателна единица, наречена ICE S.
Мрежата на ICE е официално открита на 29 май 1991 г. на новопостроената гара Касел-Вилхелмсхьое.

### Първо поколение
ICE 1 е първата серия на високоскоростните влакове и първият от вече петте вида междуградски експреси.
Влаковете са с дължина до 411 м и до 800 места, най-дългите единици ICE, които са били построявани.
Един от 60-те броя остава до голяма степен разрушен от катастрофата в Ешеде през юни 1998 г. Останалите 59 единици са подновени между 2005 и 2008 г. и ще се използват още 10 до 15 години.

### Второ поколение
Големият успех на ICE 1 не разочарова Дойче бан, но вагоните му не могат да се разделят и заради големината му често пътува полупразен.
Една от целите на ICE 2 е да се подобри балансът на товара чрез изграждане на по-малки вагони, които могат да бъдат скачени или откачени според нуждите. Така в края на 90-те години е разработен ICE 2 с две мотриси и според пътя и натоварването пътува като цялостен или полувлак.
Понякога ICE 1 се използват като добавка за ICE 2.

### Трето поколение
Дойче бан прави голяма крачка в техниката с развитието на ICE 3.
ICE 3 е третата серия немски експреси като в Германия достигат 300 км/ч, а във Франция до 320 км/ч.
Между 1999 и 2004 г. са произведени 50 броя. В края на 2008 г. са създадени мотриси от клас 407, които влизат в употреба 2011/2012 г.

### ICE TD и ICE T
Едновременно с ICE 3, Siemens разработва и влакове с технология на накланяне, като използва голяма част от техническия дизайн на ICE 3.
Клас 411 и 415 (ICE T) и клас 605 (ICE TD) са построени с подобен вътрешен и външен дизайн. Те са специално предназначени за по-стари железопътни линии, които не са подходящи за високи скорости.
ICE-TD работи с дизелова тяга.

## Дестинации

### Линии Север-Юг
1. От Хамбург – Хамбург-Алтона през Хановер – Касел-Вилхелмсхьое – Фулда – Франкфурт – Манхайм или през Карлсруе – Фрайбург до Базел (ICE линия 20) или направо до Щутгарт (ICE линия 22)
2. От Хамбург-Алтона – Хамбург и Бремен през Хановер – Касел-Вилхемсхьое – Фулда – Вюрцбург или през Нюрнберг-Инголщат или Донаувьорт – Аугсбург до Мюнхен (ICE линия 25)
3. От Хамбург – Хамбург-Алтона през Берлин-Спандау – Берлин – Берлин Юг – Лайпциг – Нюрнберг или през Аугсбург или Инголщат до Мюнхен (ICE линия 28)
4. От Берлин Запад през Берлин – Берлин-Спандау – Брауншвайг – Касел-Вилхелмсхьое – Фулда – Франкфурт – Манхайм или през Карлсруе – Фрайбург до Базел(ICE линия 12) или през Щутгарт – Улм – Аугсбург до Мюнхен (ICE линия 11)
5. От Амстердам или Дортмунд през Дуисбург – Дюселдорф – Кьолн – Летище Франкфурт – Манхайм или през Карлсруе – Фрайбург до Базел (ICE линия 43) или през Щутгарт – Улм – Аугсбург до Мюнхен (ICE линия 42)
6. От Амстердам – Дуисбург – Дюселдорф (ICE линия 78) или от Брюксел – Аахен (ICE линия 79) през Кьолн – Летище Франкфурт – Франкфурт – Вюрцбург – Нюрнберг до Мюнхен(минава, но не гарира в Инголщат, ICE линия 41)

### Линии Запад-Изток
1. От Берлин Запад през Берлин – Хановер – Билефелд – Хам или през Дортмунд – Есен – Дуисбург – Дюселдорф до Летище Кьолн / Бон или през Хаген – Вупертал – Солинген – Кьолн до Бон (ICE линия 10)
2. От Дрезден(с някои влакове от Берлин) през Лайпциг – Ерфурт – Фулда – Франкфурт или през Летище Франкфурт – Майнц до Висбаден или (извън пиковите услуги) през Дармщат – Манхайм – Кайзерслаутерн до Саарбрюкен (ICE линия 50)
3. От Дрезден през Лайпциг – Ерфурт – Касел-Вилхелмсхьое – Падерборн – Дортмунд – Есен – Дуисбург – Дюселдорф до Кьолн (IC / ICE линия 51)